# 태양향점

향점과 배점 사이의 별들의 운동.

태양향점(太陽向點, solar apex)은 태양이 국부표준정지좌표계에 대하여 운동하는 방향이다. 달리 말하면 태양이 우리 은하 중심을 공전하면서 "쫓는" 것처럼 보이게 되는 방향이다.
태양향점의 대략적인 위치는 베가성의 남서쪽 허큘리스자리 근처이다. 태양향점의 적경은 18시 28분이고 적위는 북위 30도, 은경은 56.24도이고 은위는 22.54도이다. 태양은 태양향점을 향해 시속 16.5 킬로미터 속도로 움직인다. 그리고 여기에 국부표준정지좌표계의 공전 속도 시속 약 220 킬로미터를 더하면 태양의 대략적인 운동 속도가 나온다.
태양향점의 반대 지점을 태양배점이라고 한다. 태양배점은 작은개자리 제타 근처에 있다.